# 대한민국의 반국가단체
대한민국의 《국가보안법》에서 반국가단체(反國家團體, 영어: anti-state organization)는 정부를 참칭(僭稱)하거나 국가를 변란할 것을 목적으로 하는 국내외의 결사 또는 집단으로서 지휘통솔체제를 갖춘 단체를 말한다(국가보안법 제2조).
여기서 '정부를 참칭한다'란 합법적 절차에 의하지 않고 임의로 정부를 조직하여 진정한 정부인 것처럼 사칭하는 것을, '국가를 변란한다'란 대한민국 정부를 전복하여 새로운 정부를 구성하는 것을 의미한다. 반국가단체의 구성요건을 충족하기 위해서는 그 구성된 결사나 집단의 공동목적으로서 정부를 참칭하거나 국가를 변란할 목적을 갖추어야 하고, 이는 강령이나 규약 뿐만 아니라 결사 또는 집단이 실제로 추구하는 목적이 무엇인가에 의하여 판단되어야 하며, 어느 구성원 한 사람의 내심의 의도를 가지고 그 결사 또는 집단의 공동목적이라고 단정해서는 안 된다.
대한민국 대법원은 국가보안법 제정 이후 일관되게 조선민주주의인민공화국 정부를 반국가단체로 판시하고 있는데, 이는 애초에 국가보안법이 38선(군사분계선) 이북의 권력집단은 정부를 참칭(僭稱)하는 반국가단체에 불과하다는 가치판단 아래 제정되었기 때문이다.

## 이적단체와의 구별
국가보안법 제7조(찬양·고무등)제3항에 규정된 소위 '이적단체'에 대하여 대법원은 '국가보안법 제2조의 반국가단체 등의 활동을 찬양·고무·선전 또는 이에 동조하거나 국가 변란을 선전·선동하는 행위를 하는 것을 목적으로 하는 결합체'를 가리키는 것이고, '이적단체를 인정할 때에는 유추해석이나 확대해석을 금지하는 죄형법정주의의 기본원칙에 비추어서 단체가 지향하는 노선이나 목적, 활동 등이 국가의 존립·안전이나 자유민주적 기본질서에 실질적 해악을 끼칠 위험성이 있어야 한다'고 판시하고 있다.

## 처벌
반국가단체를 구성하거나 이에 가입한 자는 다음의 구분에 따라 처벌하며, 미수범 및 예비·음모도 처벌한다.(국가보안법 제3조)
- 수괴의 임무에 종사한 자: 사형 또는 무기징역
- 간부 기타 지도적 임무에 종사한 자: 사형·무기 또는 5년 이상의 징역
- 그 이외의 자 : 2년 이상의 유기징역

## 반국가단체 판결 사례
- 조선민주주의인민공화국 정부 : 대한민국 법원은 국가보안법 제정 이후 일관되게 군사분계선 이북의 권력집단을 반국가단체로 판시하고 있다. 대법원은 남북정상회담 이후에도 '북한의 반국가단체성이 소멸하였다고 볼 수 없다'고 판시하고 있지만, 최근에는 "헌법상 반국가적인 불법단체로서 국가로 볼 수 없다."(1959.7.18 선고 4292형상180 판결, 1971.9.28 선고 71도1498 판결 및 1983.3.22. 선고 82도3036 판결)라는 소위 '정부를 참칭(僭稱)하는 불법단체'라는 판시는 찾아볼 수 없고, 적화통일노선을 포기하지 않은 '국가를 변란할 것을 목적으로 하는 단체'로 말하고 있다.

남·북한의 정상 사이에 회담이 성사되고, 남·북한 사이의 교류와 협력이 이루어지고 있다고 하더라도 지금의 현실로는 북한이 여전히 대한민국과 대치하면서 대한민국의 자유민주주의 체제를 전복하고자 하는 적화통일노선을 완전히 포기하였다는 명백한 징후를 보이지 않고 있는 이상, 북한은 조국의 평화적 통일을 위한 대화와 협력의 동반자임과 동시에 적화통일노선을 고수하면서 우리의 자유민주주의 체제를 전복하고자 획책하는 반국가단체의 성격도 아울러 가지고 있다고 보아야 하므로…— 대법원 2003. 9. 23. 선고 2001도4328 판결 【국가보안법위반·집회및시위에관한법률위반 등】

- 재일 한국민주통일 연합 : 1977년에 처음으로 반국가단체로 인정되어 1990년 9월 11일에 대법원에서 확정된 관련자들은 2011년 재심으로 무죄판결을 받았으나, 한민통에 대해서는 반국가단체가 아니라는 판시를 하지 않았다.[5](대법원90도1333)
- 진보당 : 대법원 1959. 2. 27. 선고 4291형상559 판결. 2011년 재심으로 무죄판결을 받았다.[3]
- 민청학련 : 대법원 1975.4.8. 선고 74도3323 판결. 2009년 재심으로 무죄판결을 받았다.[6]
- 인혁당재건위 : 대법원 1975.4.8. 선고 74도3323 판결. 2007년 1월 23일 재심으로 무죄판결을 받았다.[7]
- 학림사건 : 1981년 판결. 2012년 재심으로 무죄판결을 받았다.[8]
- 아람회 사건 : 서울고등법원 1982년 6월 19일에 선고된 82노910 제3형사부판결. 2009년 재심으로 무죄판결을 받았다.[9]
- 남한사회주의노동자동맹 : 백태웅이 반국가단체 구성으로 무기징역을 선고받는 등 다수의 조직원이 징역형 선고를 받았다.(1992년 4월 24일 대법원92도256)
- 자주민주통일그룹: 1991년 11월 22일 대법원91도2341
- 조선노동당 중부지역당: 1993년 7월 26일 대법원93도2158
- 1995년 위원회(이후 애국동맹으로 명칭변경): 1993년 11월 9일 대법원93도2209
- 구국전위: 1995년 7월 25일 대법원95도1148

## 같이 보기
- 국가보안법
- 대한민국의 이적 단체
- 위헌조직